# Apogon crassiceps
Apogon crassiceps es una especie de pez de la familia de los apogónidos en el orden de los perciformes.

## Morfología
Los machos pueden alcanzar los 2,9 cm de longitud total.

## Distribución geográfica
Se encuentran en los océanos Índico y Pacífico.